# Quilling

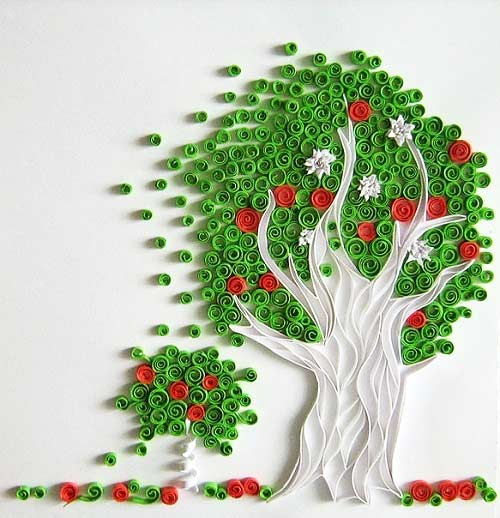
Quilling

Quilling é uma forma de desenhos feitos de papéis, fitas de cetim e outros materiais. O papel utilizado nos trabalhos em quilling podem ser de várias gramaturas, cores e formatos. É um trabalho minucioso, que exige tempo e paciência. Apesar de pouco conhecido no Brasil, é um trabalho que exige criatividade e com artistas mundialmente conhecidos, como a artista e ilustradora Yulia Brodscaya. Seus trabalhos vão desde pintura têxtil, origami e colagem até as mais tradicionais técnicas artísticas. Nos seus trabalhos gráficos usados no marketing de lojas e produtos ela usa tirinhas de papel dando uma nova roupagem ao quilling.

## História
Sua origem é incerta, mas sabe-se que a técnica já era realizada na Europa (Itália, França e Inglaterra) durante a Idade Média. Durante o Renascimento, as religiosas decoravam relicários e gravuras sagradas, acrescentando toques dourados e muita ornamentação. A associação francesa Trésors de Ferveur preserva relicários feitos nos séculos XVII e XVIII, que fazem parte da coleção de "Objetos de Fé". Essa associação mantém uma exposição itinerante de algumas dessas obras. Os trabalhos com as tirinhas de papel parecem realmente  ouro e prata. A ligação religiosa com o quilling foi mantida quando a arte foi difundida na Inglaterra com o desenvolvimento do papel. As Igrejas mais pobres produziam relicários, aos quais eram acrescentados gravuras dos santos referentes à relíquia na obra, totalmente enfeitados com quilling.
No passado esse trabalho era feito como lazer com a intenção de fazer objetos decorativos tais como: painéis e brasões. Mais tarde o trabalho era feito em latas de chá, caixas de madeira, biombos, armários, molduras, etc. Caixas foram feitas nessa época apenas para receber os trabalhos em quilling. O quilling era divulgado e era um quesito a mais para internatos femininos que anunciavam:
" .... ele proporciona uma agradável diversão estimulando a criatividade da mente feminina e, ao mesmo tempo, proporciona o lazer de uma hora em inocente recreação ... " (The New Lady's Magazine - 1786).
Em 1875 foi feita uma tentativa de revitalizar o quilling por Wm. Bemrose. Um kit chamado Mosaicon foi produzido, juntamente com um manual. Outra referência foi descoberta em um livro intitulado Floral Mosaicon. No artigo são mencionadas peças de quilling adquiridas pelas rainhas Mary e Alexandra. Muitos museus na Inglaterra e Estados Unidos mantêm expostos trabalhos de quilling feitos nos séculos passados. Na Capela Sistina, no Vaticano, existem alguns painéis da Capela totalmente feitos com quilling. Artistas da filigrana em papel expõem e tem seus trabalhos em galerias de arte nos Estados Unidos, Inglaterra, Coreia e Rússia.

## Artistas internacionais
- Inna Dorman[4]
- Claire Choi[5]
- Neli[6]
- Nizelprim[7]

## Artistas nacionais
- Alice Quadrado[8]
- Carla Prediger[9]
- Cris Suiter https://www.instagram.com/cris.suiter/
- Jéssica Bittencourt[10]
- Natilde[11]
- Nágela Weber[12]
- Regina Ribeiro[13]
- Lika Hanyuu[14]

## Galeria

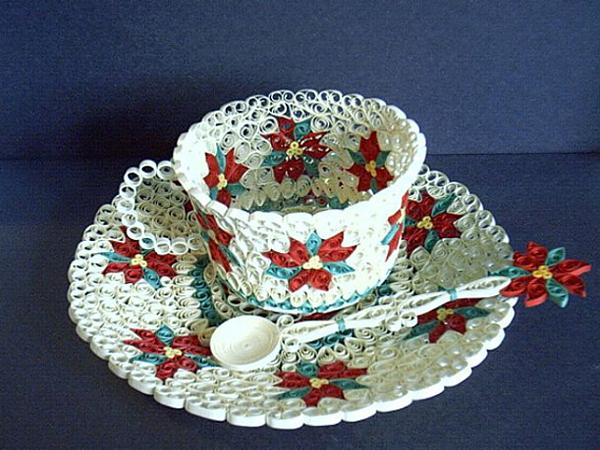
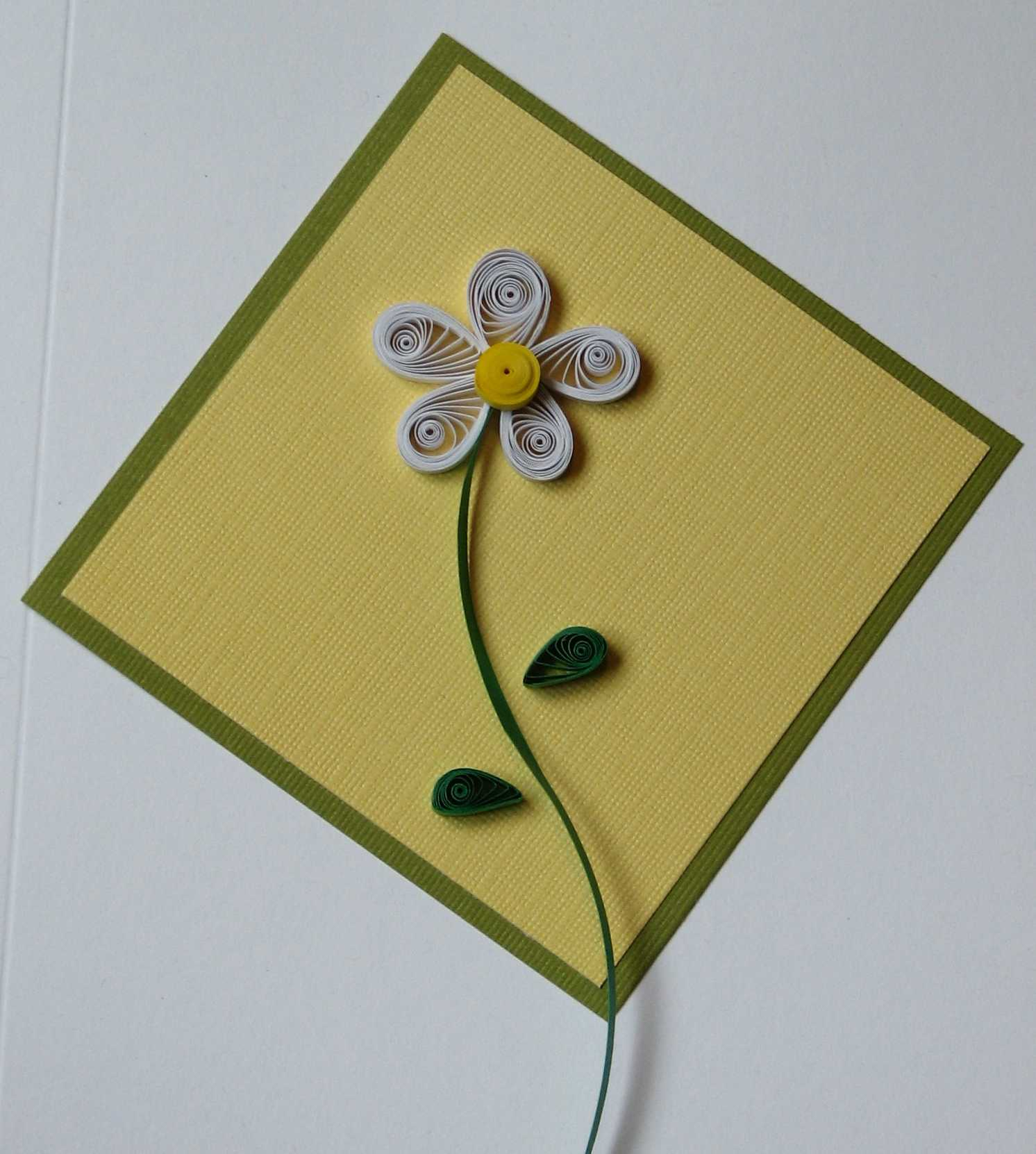
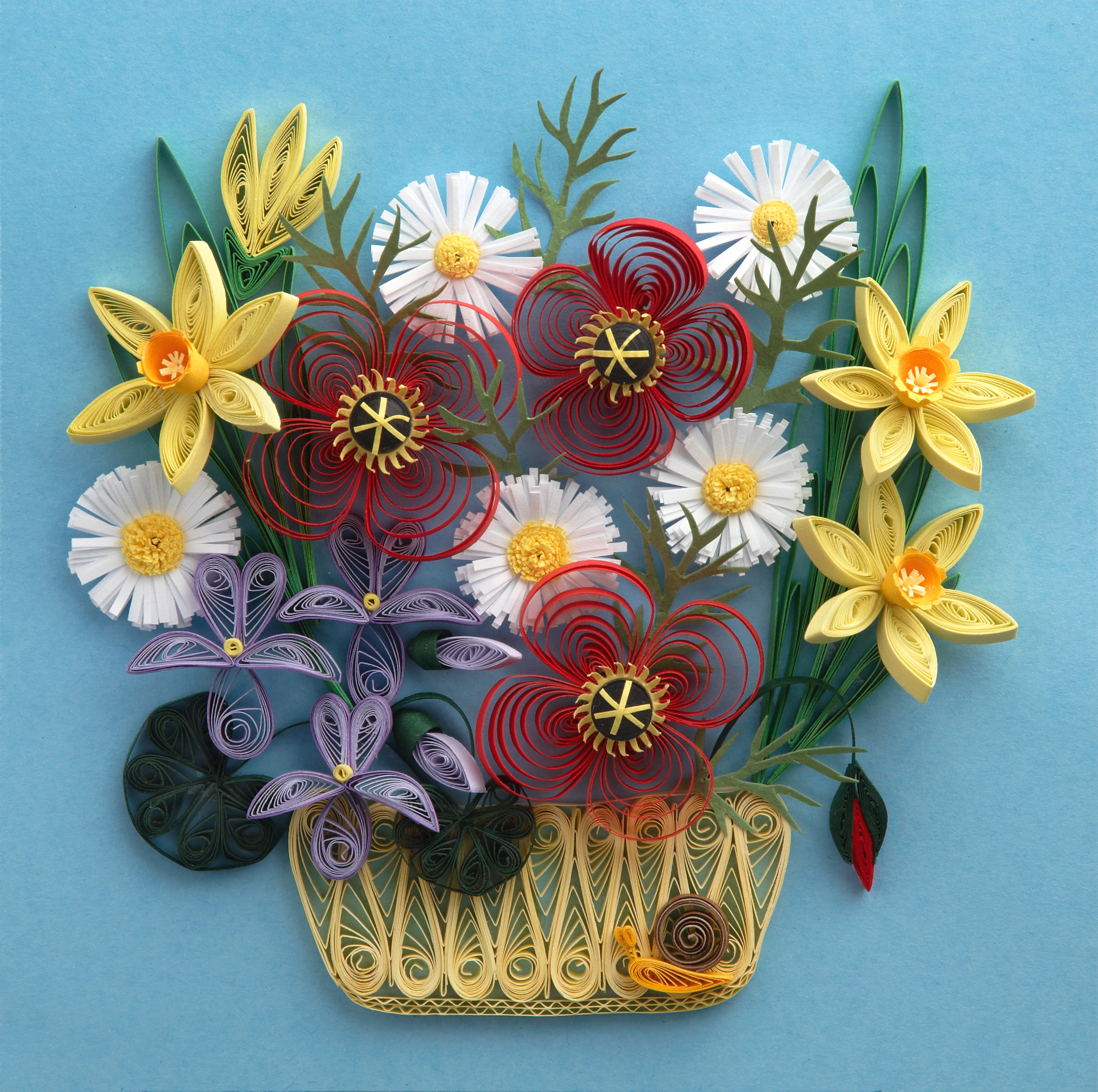
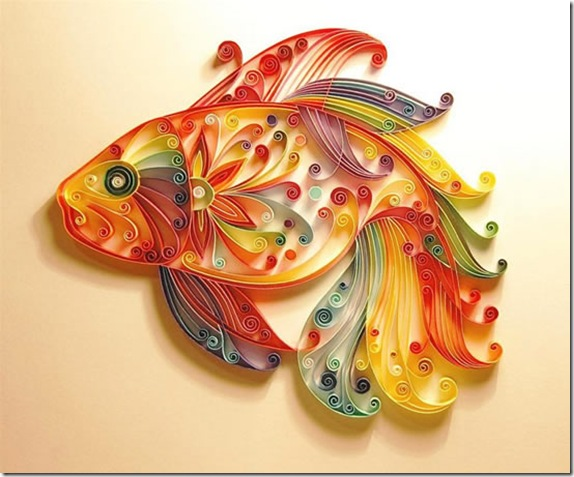